# 도야역 (도야코정)
도야역(일본어: 洞爺駅, とうやえき)은 일본 홋카이도 이부리 지청 아부타 군 도야코정에 있는 철도역이다.

## 타는 곳
| 1 | ■ 무로란 본선 | 상행                | 오샤만베 · 하코다테 · 우에노 방면       |
| 2 | ■ 무로란 본선 | 대피선 · 이 역 순환 | 오사카 방면                             |
| 3 | ■ 무로란 본선 | 하행                | 히가시무로란 · 도마코마이 · 삿포로 방면 |

## 역세권 정보
- 국도 제37호선
- 국도 제230호선
- 도야코 정역장(町役場)
- 도야호
- 도오 자동차로 아부타토야코 나들목
- 우스 산
- 태평양

## 역사
- 1928년 9월 10일: 영업 개시.

## 사진

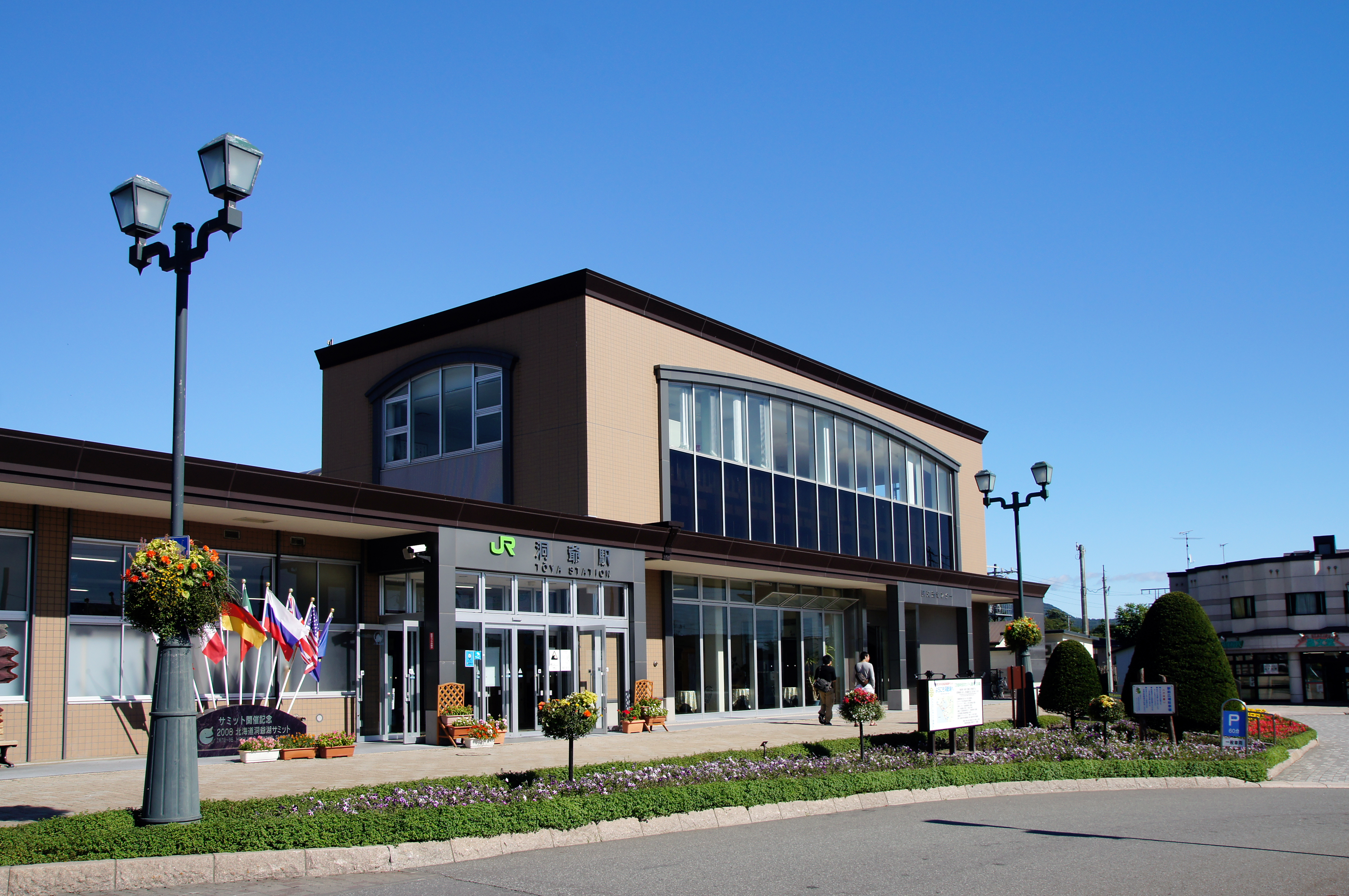
역사 모습
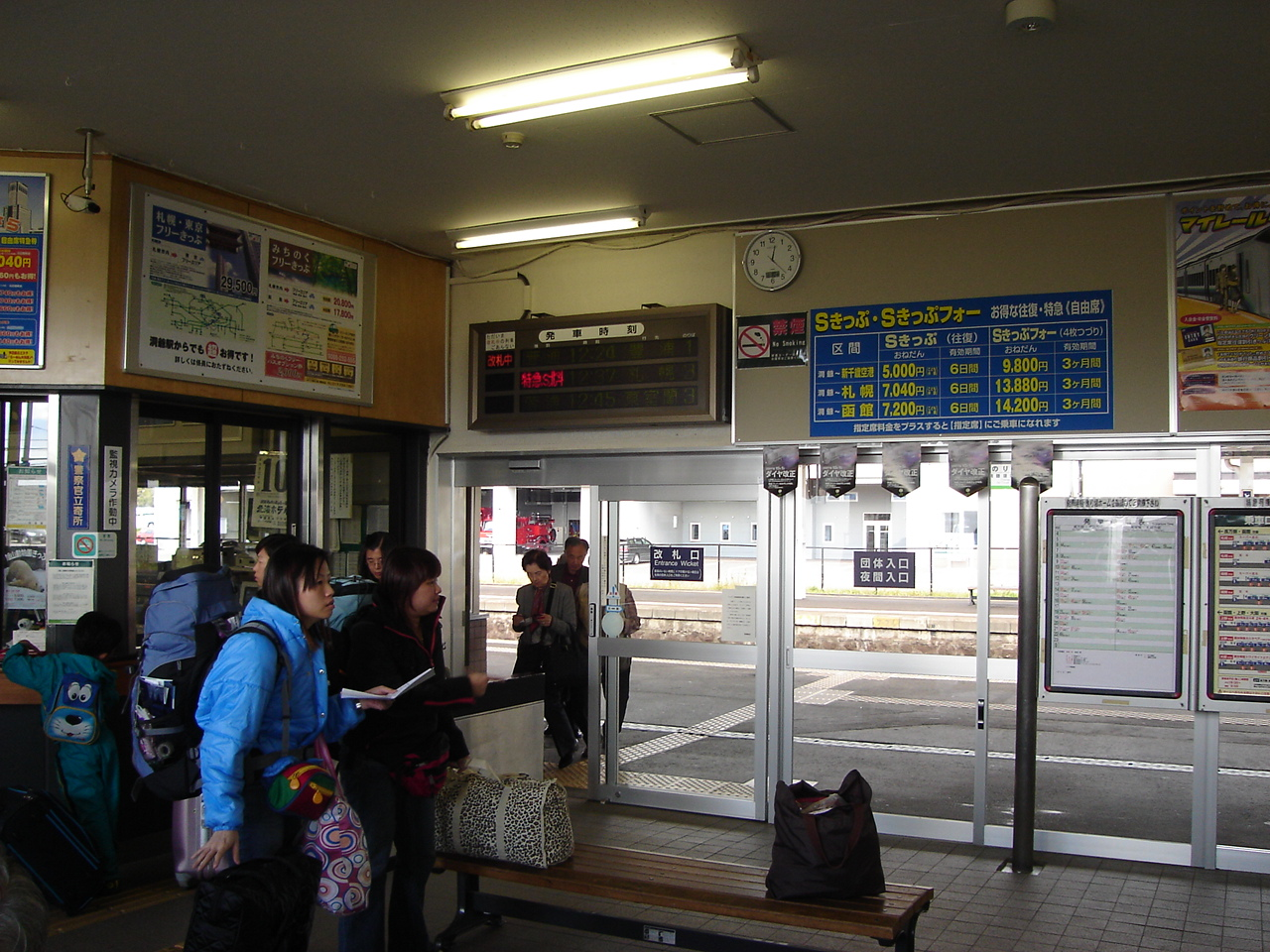
개찰 모습

## 인접역
| 홋카이도 여객철도 ■ 무로란 본선 | 홋카이도 여객철도 ■ 무로란 본선 | 홋카이도 여객철도 ■ 무로란 본선 |
| ------------------------------- | ------------------------------- | ------------------------------- |
| H 42 도요우라 오샤만베 방면     |                                 | 우스 H 40 히가시무로란 방면     |